# Avenida Iguaçu
A Avenida Iguaçu, é um importante logradouro de Curitiba, capital do estado do Paraná. A avenida homenageia o maior rio do estado, o Rio Iguaçu que tem a sua nascente nas proximidades da cidade e em língua indígena, significa "água grande".
A Iguaçu inicia seu trajeto na rua João Negrão, no bairro Rebouças, em frente ao prédio central dos Correios e finaliza seu trajeto na avenida Presidente Arthur da Silva Bernardes, na divisa dos bairros Seminário e Vila Izabel e é uma das principais ligações entre as regiões sul e leste da capital paranaense.
É uma avenida predominantemente comercial e residencial, mas também estão instalados prédios de instituições educacionais. Os principais pontos de referência da avenida são:
- O prédio histórico do Memorial do Ministério Público;[3][4]
- Prédio sede do DER-PR.[5]

## Histórico
A Iguaçu é uma via centenária e já foi importante meio de ligação dos carretões (puxados por boi) e caminhões que circulavam na antiga zona industrial de Curitiba, localizado, esta, no bairro Rebouças.
Um dos prédios históricos da cidade, onde se encontra o atual Memorial do Ministério Público, também conta a história desta avenida, pois este edifício foi construído por volta de 1890, comprado pelo Estado do Paraná em 11 de setembro de 1902 e por ali já passaram inúmeras instituições públicas, como: Fórum e a Repartição Central da Polícia, Superior Tribunal de Justiça, Secretaria de Obras Públicas, Secretaria do Interior e Comércio, Junta Comercial e o Departamento de Higiene Pública, o Arquivo Público Estadual, a SUCEAM, entre outros, e atualmente faz parte do Ministério Público Estadual.
A via, até o ano de 1967, possuia duas nomenclaturas: Rua João Alencar Guimarães e o prolongamento de Avenida Iguaçu, porém, com a importância desta logradouro para a cidade de Curitiba, a Lei Ordinária nº3002/1967 unificou o batismo em toda a sua extensão, enquanto que nome João Alencar Guimarães foi "relocado" para uma das ruas do bairro Santa Quitéria.
Na década de 1960 foi construída nesta avenida, na altura do n° 420, a sede do DER-PR, tornando-se um referencial para a cidade, pois a construção é um dos prédios públicos expoentes da arquitetura modernista da capital paranaense, tornando-se patrimônio do Estado quando foi "tombado" pelo Conselho Estadual do Patrimônio Histórico e Artístico (Cepha), da Secretaria da Cultura.

## Ligação externa
- Avenida Iguaçu no WikiMapia